# فيروس ناشئ

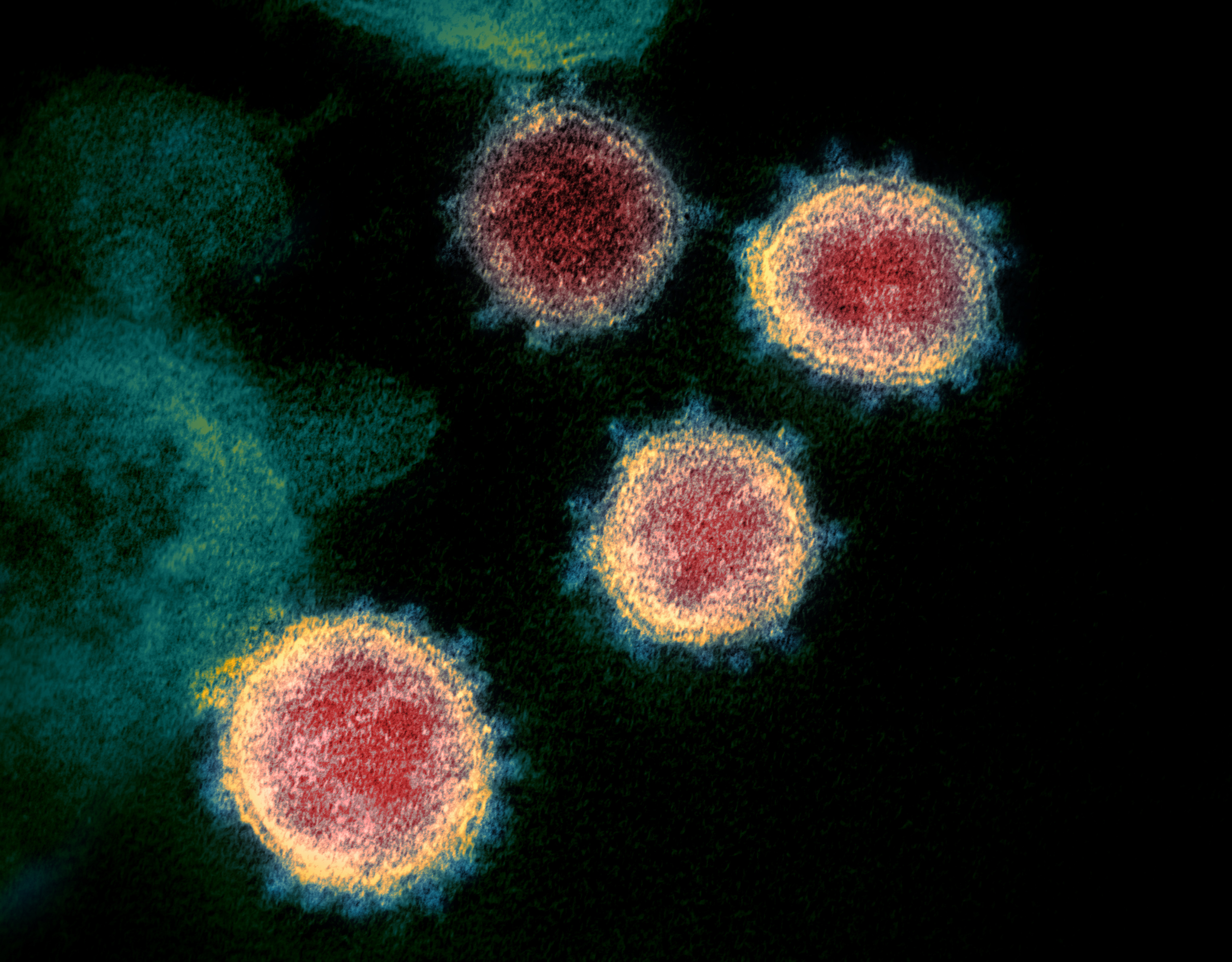
صورةٌ بالمجهر الإلكتروني النافذ لفيروس كورونا المرتبط بالمتلازمة التنفسية الحادة الشديدة النوع 2 (SARS-CoV-2) المعزول من مريضٍ في الولايات المتحدة

الفيروسات الناشئة هي عبارة عن فيروسات تكيفت وظهرت كأمراض/مسببات أمراض جديدة، حيث تحمل سمات تسهل التسبب في الأمراض في مجال لا يقترن بشكل طبيعي بهذا الفيروس. ويشتمل ذلك على الفيروسات التي تعد مسببات للأمراض والتي زادت نسبة وقوعها بشدة؛ وغالبًا ما ينجم ذلك عن تنوع كبير في الأسباب، والتي تتراوح بين تأثير البشر والطبيعة على حد سواء. ويمكن تصنيف معظم الفيروسات على أنها حيوانية المنشأ (مرض حيواني يمكن أن ينتقل إلى البشر)، ومن شأن ذلك أن يوفر ميزة إمكانية توفير العديد من مراكز التخزين الطبيعية للمرض.

## نظرة عامة
إن أهم عامل في تطوير الأمراض الناشئة، بالنسبة للبشر، يكمن في القدرة على الانتقال من المضيف الحيواني إلى البشر. وهناك القليل للغاية من الحالات لتطوير أنواع الفيروسات الجديدة، رغم الاستثناء المحتمل الذي يذكر دائمًا وهو فيروس الإيبولا. وفي أغلب الأحوال، يكون هذا بسبب ضغط اختيار إصدار حيواني من سلالة المرض من أجل التحوير، ومن ثم التعديل لإصابة المضيف من البشر.

## عوامل الإصابة بالفيروسات الناشئة
- تحركات السكان
- إزالة الغابات
- الري
- التطور الحضري
- تزايد السفر عبر الجو لمسافات طويلة
- تزايد سفر الماشية عبر الجو لمسافات طويلة
- الهجرة

## أمثلة على الأمراض الناشئة

### شلل الأطفال
اشتهر بأنه كان موجودًا على مدار قرون رغم قلة حالات حدوثه. وأثناء القرن التاسع عشر، أصبح فيروس شلل الأطفال أكثر انتشارًا بين سكان العالم. كما سمح تعداد السكان الكبير بانتشار المرض من خلال التواصل بين البشر عن كثب. وبالإضافة إلى ذلك، فقد عنت التطورات التقنية أن السفر أصبح أكثر انتشارًا بين السكان، مما أدى بشكل رئيسي إلى زيادة إمكانية نقل الفيروسات. وزادت درجة سوء الموقف عامًا بعد عام من خلال زيادة حوادث الإصابة بالمرض في مختلف أرجاء العالم. ولم يتم حل المشكلة إلى أن ظهر لقاح فيروس شلل الأطفال، وساعد على السيطرة على الموقف. ويوضح هذا المثال كيف يمكن أن يظهر المرض في السكان كنتيجة للتأثير البشري. كما يوضح هذا المثال كذلك كيف يمكن أن يظهر فيروس ناشئ ويختفي من خلال التعامل مع السبب الرئيسي له. وقد تم استهداف فيروس مرض شلل الأطفال من أجل استئصاله من خلال منظمة الصحة العالمية (WHO).
وهناك فيروسات جديدة تظهر على الساحة ويتم اكتشافها بشكل مستمر. وتشتمل الأمثلة على : السارس وإنفلونزا الطيور إتش 5 إن 1.

## وصلات خارجية
- MicrobiologyBytes: Emerging Viruses